# Stadtwiki Karlsruhe
Stadtwiki Karlsruhe är en stads-wiki om den tyska staden Karlsruhe och dess omgivningar. Den grundades av den före detta eleven Hauke Löffler den 22 juli 2004 och har sedan dess utvecklats till att bli den största stads-wikin i världen. Den första versionen använde sig av PmWiki, men efter en tid övergick wikin till Mediawiki. Wikin har blivit uppmärksammad i media, bland annat på tysk TV (ZDF).